# Istenszülő elszenderedése fatemplom (Alsóboldád)
Az alsóboldádi Istenszülő elszenderedése fatemplom műemlékké nyilvánított épület Romániában, Szatmár megyében. A romániai műemlékek jegyzékében az  SM-II-m-B-05270 sorszámon szerepel.